# Татарско-Юнкинское сельское поселение
Татарско-Юнкинское се́льское поселе́ние — упразднённое муниципальное образование в Торбеевском районе Мордовии Российской Федерации.
Административный центр — село Татарские Юнки.

## История
Статус и границы сельского поселения установлены Законом Республики Мордовия от 28 декабря 2004 года № 127-З  «Об установлении границ муниципальных образований Торбеевского муниципального района, Торбеевского муниципального района и наделении их статусом сельского поселения, городского поселения и муниципального района».
Законом от 19 мая 2020 года № 33-З Татарско-Юнкинское сельское поселение и одноимённый ему сельсовет в июне 2020 года упразднены, а входившие в их состав населённые пункты включены в Жуковское сельское поселение и одноимённый сельсовет.

## Население
| 2002 | 2010 | 2012 | 2013 | 2014 | 2015 | 2016 |
| ---- | ---- | ---- | ---- | ---- | ---- | ---- |
| 509  | ↘470 | ↘457 | ↘439 | ↘429 | ↗434 | ↗435 |
| 2017 | 2018 | 2019 | 2020 |      |      |      |
| ↘427 | ↘418 | ↘397 | ↘391 |      |      |      |

## Состав сельского поселения
| № | Населённый пункт | Тип населённого пункта | Население |
| - | ---------------- | ---------------------- | --------- |
| 1 | Большая Ивановка | село                   | ↘84       |
| 2 | Татарские Юнки   | село                   | ↘386      |